# Guerra de dos frentes
En terminología militar, se habla de guerra de dos frentes cuando las fuerzas opuestas se encuentran en dos frentes separados geográficamente. Las fuerzas de dos o más partes aliadas generalmente se enfrentan simultáneamente a un oponente para aumentar sus posibilidades de éxito. En consecuencia, el oponente se encuentra con graves dificultades logísticas, ya que se ve obligado a dividir y dispersar sus tropas, defender una línea de frente extendida y, al menos en parte, se le corta el acceso al comercio y los recursos exteriores. Sin embargo, en virtud de la posición central podría poseer las ventajas de las líneas interiores.
El término se ha utilizado ampliamente en un sentido metafórico, por ejemplo, para ilustrar el dilema de los comandantes militares en el campo, que luchan por llevar a cabo las ideas estratégicas ilusorias de los burócratas civiles, o cuando la izquierda política se opone al mismo tiempo a las mociones o posiciones legales moderadas y derecho. La desaprobación y la oposición por parte del movimiento nacional contra la guerra y los grupos de derechos civiles en contraposición a la sangrienta lucha militar de finales de la guerra de Vietnam también se ha descrito como una guerra de dos frentes para las tropas estadounidenses, que lucharon en Vietnam.

## Edad Antigua
Durante la primera guerra del Peloponeso del siglo V a. C., la polis griega de Atenas se vio envuelta en una lucha prolongada con las polis de Egina y Corinto, entre otras, y su principal enemigo, Esparta. Consciente de los peligros de una batalla con los espartanos superiores, Atenas se concentró en la conquista de Beocia y así evitar una guerra prolongada en dos frentes.
En varias ocasiones durante el siglo III a. C., la República romana participó en conflictos de dos frentes mientras se enfrentaba con los galos y los etruscos en el norte y también hacía campaña en Magna Grecia (las áreas costeras del sur de Italia). Cuando Roma estaba enredada en la segunda guerra púnica contra Cartago, Aníbal, aliado formal de la ciudad siciliana de Siracusa, intrigó a Filipo V de Macedonia en 215 a. C., quien rápidamente declaró la guerra a Roma. Después del establecimiento del Imperio romano y la consolidación de sus fronteras bajo Augusto, las legiones romanas lucharon regularmente contra múltiples enemigos, sobre todo las tribus germánicas en el Rin y el bajo Danubio y el Imperio parto en Siria y Mesopotamia. Varios emperadores, como Septimio Severo y Aureliano, llevaron a la fuerza grandes ejércitos a los extremos opuestos del imperio para hacer frente a las diversas amenazas. A partir del siglo III, el imperio romano y su sucesor oriental, el bizantino, tratando de preservar sus territorios en Italia, lucharon con eI Imperio sasánida al este por un período de más de 400 años. Las incursiones a gran escala de las tribus germánicas, como las incursiones de los godos y los hunos en el oeste, comenzaron durante el siglo IV y duraron más de cien años.

## Guerra de los Siete Años
La Guerra Francesa e India fue un conflicto local en América del Norte, que ocurrió en el contexto de la guerra de los Siete Años transcontinental. En 1755, las fuerzas armadas de Gran Bretaña bajo el mando del general Edward Braddock invadieron los territorios de Nueva Francia (la parte oriental del Canadá moderno, los valles de los ríos Misisipi y Ohio y gran parte del medio oeste superior de los Estados Unidos modernos) y atacaron Fort Duquesne. Aunque numéricamente superior a la milicia francesa local y sus aliados indios, el ejército británico quedó atrapado en un conflicto de dos frentes y fue derrotado.
Prusia tuvo que luchar contra Francia, Austria y Rusia durante la tercera guerra de Silesia, y también contra Suecia durante la Guerra de Pomerania.

## Guerras Napoléonicas
Durante las guerras napoleónicas, la Grande Armée de Francia mantuvo regularmente múltiples frentes. En la Guerra Peninsular de siete años (1807–1814), los contingentes imperiales franceses y los ejércitos español y anglo-portugués lucharon por el control de la península ibérica en numerosas batallas. No obstante, en 1812, cuando la presencia militar francesa en Iberia había comenzado a declinar, el emperador Napoleón Bonaparte dirigió personalmente un ejército de más de 600.000 soldados hacia el este hacia Rusia, buscando derrotar decisivamente al Imperio ruso y obligar al zar Alejandro I a cumplir con el Sistema Continental. Gran Bretaña también estuvo presente en múltiples frentes de las guerras napoleónicas en Europa y en los teatros canadiense, Chesapeake Bay y Louisiana de la guerra de 1812 en América del Norte. 

## Primera Guerra Mundial
Durante la Primera Guerra Mundial Alemania libró una guerra de dos frentes contra Francia, Gran Bretaña, Italia, Bélgica y más tarde también las fuerzas estadounidenses en el frente occidental y Rusia y más tarde Rumania en el frente oriental. La participación rusa en la guerra terminó con el golpe bolchevique de octubre de 1917 y el tratado de paz con Alemania y Austria-Hungría se firmó en marzo de 1918.
Su ubicación central en Europa y (actualmente) las fronteras con nueve naciones vecinas definen fundamentalmente la política y la estrategia de Alemania. Bismarck integró con éxito a Alemania en su elaborado sistema de alianza de las potencias europeas desde 1871 hasta que fue destituido en 1890 por el nuevo emperador Guillermo II. Wilhelm se embarcó en un curso político imperialista de gran potencia, descuidó las alianzas y su expansión irracional de la Armada Imperial desencadenó una carrera armamentista y dañó gravemente las relaciones con Francia y Gran Bretaña. Para 1907, Francia había establecido una alianza con Gran Bretaña y Rusia. El Imperio Alemán se encontró cercado y aislado.
Los estrategas militares alemanes tuvieron que adaptarse a la nueva situación estratégica y desarrollaron el Plan Schlieffen. Una serie de operaciones militares, que iban a contrarrestar el cerco y, si se ejecutan sin piedad, conducirán a la victoria. Según el Plan Schlieffen, las fuerzas alemanas invadirían Francia a través de Bélgica, Luxemburgo y los Países Bajos (se abandonó la idea de atravesar los Países Bajos debido a su neutralidad ), capturando rápidamente París y obligando a Francia a pedir la paz. Los alemanes entonces dirigirían su atención hacia el este antes de que el ejército ruso pudiera movilizar sus fuerzas masivas. Los alemanes no lograron los objetivos del plan. 
En 1866, al ejército austrohúngaro no le quedó otra opción que dividir sus fuerzas armadas y dispersarlas en dos frentes durante la guerra austro-prusiana contra Prusia al norte y el Reino de Italia al sur en la Tercera Guerra de Italia. Independencia _ La alianza prusiano-italiana se acordó por iniciativa del ministro presidente prusiano Otto von Bismarck.
En 1914, Austria-Hungría comenzó la Primera Guerra Mundial al atacar a Serbia en el frente de los Balcanes. Después de solo unas pocas semanas, las tropas austrohúngaras se enfrentaron con el ejército imperial ruso numéricamente muy superior en la Batalla de Galicia en el frente oriental. Cuando Italia se unió al conflicto en mayo de 1915 del lado aliado y se desplegó con fuerza en el frente alpino hacia el sur, Austria-Hungría ya estaba críticamente insuficiente y enfrentaba serios déficits de reclutamiento, lo que disminuía las posibilidades de imponer una derrota temprana a cualquiera de los oponentes, en lugar de limitarse a luchar en una guerra de dos frentes en la periferia de su propio territorio.. En consecuencia, el ejército austrohúngaro carecía de iniciativa y las contribuciones en el frente macedonio (frente de Salónica) fueron marginales. No obstante, cuando Rumanía entró en guerra del lado de los Aliados en agosto de 1916 en el extremo sur del frente oriental, Austria-Hungría actuó rápidamente y concluyó esta etapa a finales de 1916 y ocupó grandes áreas de Rumanía. La gran guerra de dos frentes solo terminó después de la paz por separado con Rusia en marzo de 1918 que, después de todo, no impidió el colapso del ejército imperial en el transcurso del verano y el otoño.

## Segunda Guerra Mundial
Un escenario de guerra de dos frentes, casi idéntico al de la Primera Guerra Mundial, eventualmente se agregaría en el teatro europeo durante la Segunda Guerra Mundial, cuando la Alemania nazi se enfrentó a los aliados Francia, Gran Bretaña, Bélgica, los Países Bajos y más tarde a los Estados Unidos en el oeste y el continente. Unión Soviética al este.
Adolf Hitler inicialmente intentó evitar una guerra de dos frentes mientras se enfrentaba y aplastaba a sus oponentes sucesivamente. En 1940, sin embargo, no pudo vencer a Gran Bretaña en la batalla aérea y en 1941 atacó a la Unión Soviética. Gran Bretaña, con relativa seguridad en su isla, permaneció invicta y logró mantener el frente occidental. Hitler tampoco logró neutralizar a Gran Bretaña y evitar una guerra de dos frentes.
Alemania, que carecía de los recursos para una guerra larga, no logró una victoria rápida en el este y finalmente colapsó bajo la presión de una guerra de desgaste en dos frentes, acelerada por una oleada de resistencia y grupos partisanos en prácticamente todos los países ocupados. La reducción de la producción y la disminución de los reemplazos de bajas como consecuencia de la guerra material masiva y los bombardeos estratégicos aliados y la escasez de combustible y materias primas impidieron cada vez más la continuación de las tácticas ofensivas y blitzkrieg alemanas. Por el contrario, la mejora constante de la guerra cooperativa aliada, basada en una industria de guerra en crecimiento exponencial, provocó la inevitable derrota militar total de Alemania.
Estados Unidos, que desde diciembre de 1941 se había centrado principalmente en el conflicto con el Imperio japonés, finalmente estableció un frente atlántico para apoyar a sus aliados europeos, comenzando en noviembre de 1942 con un desembarco anfibio en el norte de África, para luego continuar el campaña en Sicilia y en la península italiana e invadir Francia en las playas de Normandía en 1944. Su colosal fuerza militar y posición estratégica favorable entre dos océanos sin fronteras territoriales a cualquiera de las potencias del Eje permitió a las fuerzas estadounidenses librar con seguridad una guerra ofensiva en dos frentes manteniendo la iniciativa en la guerra del Pacífico, contener y derrotar a Japón y también aumentar la presencia estadounidense en Europa que asegura la victoria aliada sobre la Alemania nazi.
Las Potencias del Eje tuvieron la oportunidad de obligar a la Unión Soviética a una guerra de dos frentes mediante un ataque japonés en el Lejano Oriente soviético, pero Japón decidió no hacerlo ya que había sido derrotado en los conflictos fronterizos entre la Unión Soviética y Japón. La Unión Soviética y Japón se abstuvieron de hostilidades mutuas hasta el 9 de agosto de 1945, tres meses después de la rendición de Alemania. Por lo tanto, Japón libró una guerra de dos frentes en China en la segunda guerra sino-japonesa y contra Estados Unidos en el Teatro del Pacífico. La Unión Soviética empeoró la posición japonesa al invadir Manchuria.
Polonia libró una guerra de dos frentes con Alemania y Rusia durante la Segunda Guerra Mundial.